# Borj (ort i Nordkhorasan)
Borj (persiska: Borj-e Zangānlū, برج) är en ort i Iran.   Den ligger i provinsen Nordkhorasan, i den nordöstra delen av landet, 500 km öster om huvudstaden Teheran. Borj ligger 644 meter över havet och antalet invånare är 328.
Terrängen runt Borj är kuperad söderut, men norrut är den platt. Runt Borj är det ganska glesbefolkat, med 27 invånare per kvadratkilometer. Närmaste större samhälle är Āshkhāneh, 9,6 km sydväst om Borj. Trakten runt Borj består till största delen av jordbruksmark.